# Polonia (moneta)

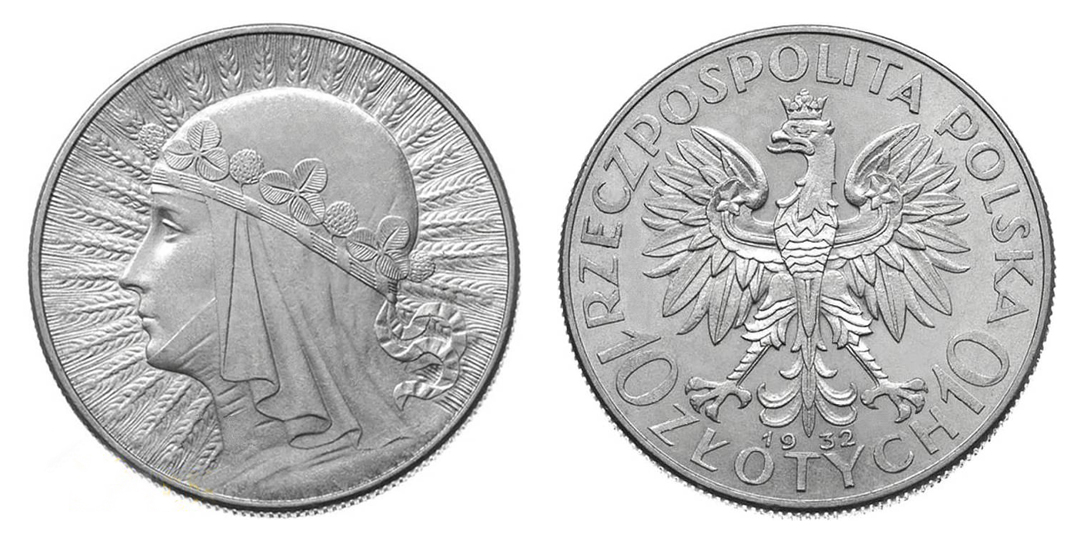
Polonia - Antoni Madeyski

Polonia – moneta zaprojektowana przez Antoniego Madeyskiego, której projekt zajął drugie miejsce w konkursie na polską złotą monetę w 1925 roku.
Artystyczna wizja Madeyskiego nie doczekała się realizacji w złocie, lecz wedle niej już w 1932 roku przystąpiono do bicia monet srebrnych (2 zł, 5 zł, 10 zł). Moneta z wyobrażeniem Polonii uzyskała bardzo wysoki nakład, stając się jedną z najpopularniejszych w okresie międzywojennym. Jej powszechność miała gwarantować, iż trafi do rąk wszystkich obywateli, niosąc dumę z odzyskanej państwowości.
Jedynie w wąskim i profesjonalnym środowisku kolekcjonerskim spotkać się można z prawidłową atrybucją i tytułowaniem monety. Wiąże się to z brakiem dostatecznej wiedzy o tym, iż jest to symboliczne przedstawienie Polonii - czyli polskiego państwa, na tle promieni słonecznych, które przybrały formę zboża, symbolu urodzaju i ówczesnego dobrobytu. Artysta projektując wyidealizowany wizerunek Polonii, inspirował się rysami twarzy Janiny Żółtowskiej, w których dopatrywał się idealnego piękna. Przez fakt, iż urodą Janina Żółtowska przypominała Madeyskiemu Jadwigę, wiele osób symboliczny wizerunek Polonii błędnie przypisuje Królowej. Ta bezpodstawna interpretacja nie posiada jednak głębszego uzasadnienia i pozbawiona jest faktów źródłowych i ikonograficznych. Na próżno można szukać przedstawienia Królowej Jadwigi w sztuce polskiej, gdzie byłaby pozbawiona korony. Zupełnie inaczej jest z personifikacją Polski, którą artyści obrazowali w wieloraki sposób, wpisując w jej oblicze wiele symbolicznych treści. Tak jest w przypadku Polonii Madeyskiego, gdzie portret młodej i pięknej kobiety w wieńcu koniczynowym rozświetlają promienie słoneczne w formie zboża. Trójlistna koniczyna to symbol szczęścia i pomyślności, ale także obraz Trójcy Świętej, która wyrażać miała chrześcijański charakter ówczesnego państwa. Odniesieniem do państwowości były także promienie słoneczne, będące przekazem triumfu i chwały oraz zwiastunem dalszej świetności. Kłosy zbóż podkreślały znaczenie rolnictwa dla gospodarki kraju, będącego źródłem dobrobytu i dostatku. Pełny przekaz ideowy wyłania się po zestawieniu Polonii z bliźniaczą monetą obiegową o jednakowych nominałach i równie wysokim nakładzie, na której widnieje portret marszałka Józefa Piłsudskiego.